# 出生

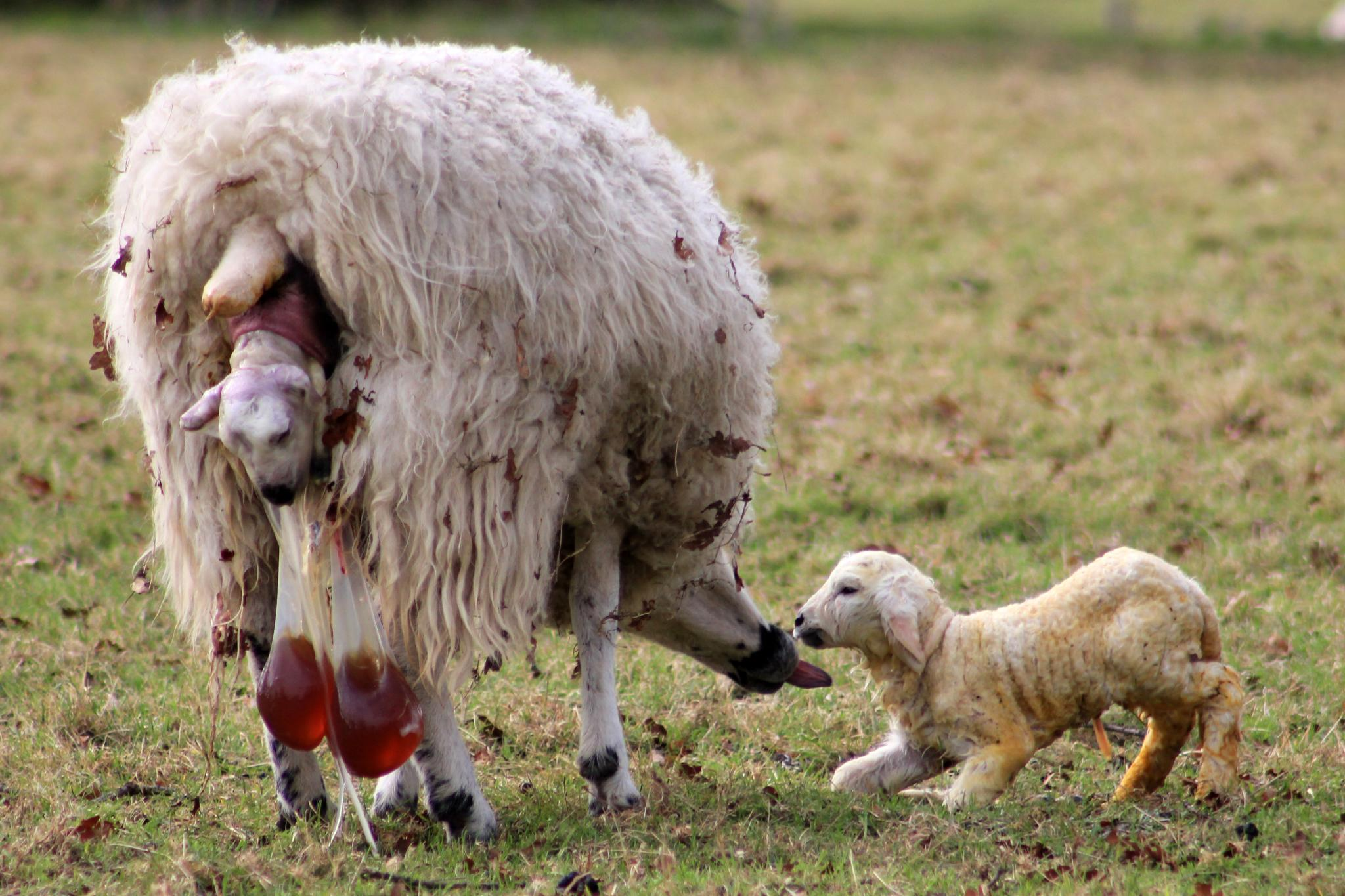
羊妈妈一边舔舐第一只出生的小羊，一边生出第二只

出生，或者出世，是指令后代降生于世的行为或过程。在哺乳动物中，这一过程由荷尔蒙控制，使得子宫壁肌肉收缩，并在胎儿具备呼吸、进食能力的时候将其排出。部分物种的子嗣较为早成，故而在诞下后可立即四处活动；但也有些物种的后代较为晚成，生下来后需要完全仰赖父母的照顾。有袋类动物的胎儿在刚刚出生时则通常十分不成熟，在短暂的妊娠期后，在其母親的育幼袋中继续成长。
能够诞下幼崽的不仅仅只有人类等哺乳动物——一些爬行类、两栖类、鱼类、无脊椎动物幼崽也会在其母体内发育。其中部分为卵胎生，在母亲体内以卵的形式孵化；其他为胎生，其后代作为胚胎在体内发育。